# Distretto di Ningjiang
Il distretto di Ningjiang (宁江区S, Níngjiāng QūP) è un distretto della Cina, situato nella provincia di Jilin e amministrato dalla prefettura di Songyuan.